# Congoppia ramisetosa
Congoppia ramisetosa är en kvalsterart som först beskrevs av Pranabes Sanyal och Bhaduri 1989.  Congoppia ramisetosa ingår i släktet Congoppia och familjen Oppiidae. Inga underarter finns listade i Catalogue of Life.